# Ferdinand Bracke
Ferdinand Bracke (Hamme, 25 de maio de 1939) é um desportista belga que competiu em ciclismo na modalidades de pista e estrada.
Seu maior lucro em estrada foi o triunfo na classificação geral da Volta a Espanha 1971, por adiante de seu compatriota Wilfried David e o espanhol Luis Ocaña, depois de levar o maillot de líder durante sete dias. Ademais obteve duas vitórias de etapa no Tour de France e atingiu o pódio na edição de 1968, na que terminou terceiro.
Ganhou sete medalhas no Campeonato Mundial de Ciclismo em Pista entre os anos 1964 e 1974, todas na prova de perseguição individual.
Também em pista conseguiu bater o recorde da hora a 30 de outubro de 1967 em Roma, ao percorrer 48 km e 93 m, superando assim o recorde de Roger Rivière, que se tinha mantido vigente durante mais de oito anos. Um ano depois, Ole Ritter melhorou esta marca no México.

## Medalheiro internacional
| Campeonato Mundial | Campeonato Mundial              | Campeonato Mundial | Campeonato Mundial         |
| Ano                | Lugar                           | Medalha            | Competição                 |
| ------------------ | ------------------------------- | ------------------ | -------------------------- |
| 1964               | Paris ( França)                 | Medalha de ouro    | Perseguição individual (P) |
| 1965               | São Sebastião ( Espanha)        | Medalha de prata   | Perseguição individual (P) |
| 1966               | Frankfurt ( Alemanha Ocidental) | Medalha de prata   | Perseguição individual (P) |
| 1969               | Amberes ( Bélgica)              | Medalha de ouro    | Perseguição individual (P) |
| 1972               | Marselha ( França)              | Medalha de prata   | Perseguição individual (P) |
| 1973               | São Sebastião ( Espanha)        | Medalha de bronze  | Perseguição individual (P) |
| 1974               | Montreal ( Canadá)              | Medalha de prata   | Perseguição individual (P) |

## Palmarés
| 1962 - Grande Prêmio das Nações 1964 - Campeão do mundo de perseguição - Grande Prêmio de Lugano (contrarrelógio) 1965 - 2º Campeonato do mundo de perseguição - Campeão da Bélgica de perseguição 1966 - 1 etapa do Tour de France - 2º Campeonato do mundo de perseguição - Troféu Baracchi 1967 - 1 etapa do Tour de France - Campeão da Bélgica de perseguição - Recorde da hora - Troféu Baracchi 1968 - 2º no Campeonato de Bélgica da ciclismo em estrada - Grande Prêmio de Baden-Baden (com Vittorio Adorni) - 1 etapa na Paris-Nice | 1969 - Campeão do mundo de perseguição 1970 - G.P. de Wallonie 1971 - Volta a Espanha - Flèche Hesbignonne 1972 - 2º Campeonato do mundo de perseguição - Campeão da Bélgica de perseguição 1973 - 3º Campeonato do mundo de perseguição - Campeão da Bélgica de perseguição - G.P. Pino Cerami 1974 - Campeão do mundo de perseguição - Campeão de Bélgica de perseguição - Grande Prêmio de Mônaco 1978 - 1 etapa da Paris-Nice |

## Resultados em Grandes Voltas e Campeonato do Mundo
| Corrida         | 1962 | 1963 | 1964 | 1965 | 1966 | 1967 | 1968 | 1969 | 1970 | 1971 | 1972 | 1973 | 1974 | 1975 | 1976 | 1977 | 1978 |
| --------------- | ---- | ---- | ---- | ---- | ---- | ---- | ---- | ---- | ---- | ---- | ---- | ---- | ---- | ---- | ---- | ---- | ---- |
| Giro de Itália  | -    | -    | -    | -    | -    | 39º  | -    | -    | -    | -    | -    | -    | -    | -    | -    | -    | -    |
| Tour de France  | -    | 21º  | Ab.  | Ab.  | 32º  | -    | 3º   | 57º  | -    | 58º  | -    | -    | -    | -    | 77º  | FC.  | -    |
| Volta a Espanha | -    | -    | -    | -    | -    | -    | -    | -    | -    | 1º   | -    | 54º  | -    | -    | -    | -    | -    |

## Equipas
- Peugeot-BP (1962-1973)
- Watney-Maes (1974)
- Ti-Raleigh (1975)
- Lejeune-BP (1976-1977)
- Old Lords-Splendor (1978)